# Origami
株式会社Origami（オリガミ）は、東京都港区六本木に本社を置く、QR・バーコード決済サービスを行っていた企業である。
社名の由来について、創業者の康井義貴は「『折り紙』は数少ない、海外に認知してもらえる日本由来のキーワード」であると述べている。

## 沿革
2012年2月22日、会社設立。2013年4月23日、ECプラットフォーム「Origami」のサービスを開始する。BEAMSやUNDERCOVERなどのアパレルブランドを中心に、森美術館、蔦屋書店なども提携して、iPhoneで検索した商品を1タップで購入できる通信販売サービスを提供した。
2015年10月、店頭決済サービスのベータ版である「Origami決済」の提供を開始する。
2016年5月、「Origami Pay」の名称で正式にサービス開始した。当初はBluetoothを使用した方式であったが、2017年2月よりQRコード決済を使用した方式に改められた。
2018年2月1日、本社を表参道から六本木ヒルズ森タワー31階に移転。Origamiが入居したフロアは、康井義貴が、新卒で入社したリーマン・ブラザーズの日本法人オフィスがあったところである。

### メルカリによる買収と決済事業停止
2020年1月23日、メルカリの子会社であるメルペイが同年2月25日付けでOrigamiの全株式を取得し、メルカリグループに参画する事を発表した。今後、一定の周知期間を経た上でOrigami Payのサービスやブランドをメルペイに統合させる。また、メルペイへのサービス統合に先立ち、ベータ版として提供しているOrigami Walletのサービスを2020年3月23日までに終了した。
2020年2月28日、OrigamiはOrigami Payでのスキャン・コード支払いを4月28日22:00に、アプリの全機能を6月30日22:00に終了させると発表し、予定通り終了した。

## Origami Pay
決済の方法には3通りあり、下記のいずれかにより、Origamiアプリのインストール時に登録した銀行口座またはクレジットカードを介して決済が完了する。
1. 店頭のタブレット端末に表示されたQRコードをスマートフォンのカメラで読み取る方法
2. 店頭のステッカーに表示されたQRコードをカメラで読み取り、加盟店側が端末に金額を入力する方法
3. スマートフォンの画面に表示したバーコードを提示して、加盟店のPOSレジに連動したバーコードスキャナに読み取らせる方法

このうち、2番目は加盟店側の設備負担が少なく、中小企業向け。3番目はAlipayに対応する仕組みを利用したもので、2018年9月よりコンビニエンスストアのローソンでサービス開始した。
Origami Payの特徴として、おサイフケータイの仕組みを利用した非接触型決済である楽天EdyやモバイルSuicaなどと異なり、カメラ付きのスマートフォンであればFeliCa非搭載の端末でも利用が可能である。ダイレクトメール等の小売店側の販売促進コストが軽減する分、Origami Payで決済した場合に値引きする「即時割引」も導入されている。
2019年6月の時点の主な加盟店は、松屋フーズ、吉野家ホールディングス、なんばCITY、PARCO_ya上野、日本交通、ローソンなど約2万店。
決済音を含め、サウンドブランディングはサカナクションが担当。
Origami Payは2020年6月30日をもってサービスを終了、メルカリ及びメルペイに統合された。

## 受賞
- 2019年 - 第1回日本オープンイノベーション大賞 経済産業大臣賞